# Xã Bald Eagle, Quận Clinton, Pennsylvania
Xã Bald Eagle (tiếng Anh: Bald Eagle Township) là một xã thuộc quận Clinton, tiểu bang Pennsylvania, Hoa Kỳ. Năm 2010, dân số của xã này là 2.065 người.